# Vii (mitologie)
Vii sau Viy sau Vij (în rusă Вий, în ucraineană Вій) este, în mitologia ucraineană, un personaj din lumea cealaltă, ai cărui ochi ucid. Ochii lui sunt de obicei acoperiți cu pleoape și gene uriașe, pe care nu le poate mișca  fără ajutor. Când o forță malefică îi ridică genele, privirea lui este mortală și distructivă. Cel mai mult a fost descris și popularizat de Nikolai Gogol în povestirea sa cu același nume din 1835. Prima ecranizare a fost în 1909, acesta este  primul film de groază rus.

## Etimologie
Există o presupunere despre originea numelui Viy din ucraineană вія, війка, în belarusă вейка  - geană.

## Asemănări cu alte mitologii
Acest personaj ciudat al folclorului ucrainean, Viy, a fost studiat  de cercetători sovietici remarcabili precum V. I. Abaev, E. A. Grantovski și G. M. Bongard-Levin. Aceștia, analizând personajul Viy din povestirea omonimă a lui Gogol, l-au conectat cu legendele sciților (iranieni). V. I. Abaev a ajuns la concluzia că Viy este inspirat din vechiul zeu slav estic Vey (Вею, în ucraineană Вій Viy), care corespunde zeului din Avesta al morții și al vântului, Vayu (Vāyu), din panteonul vechilor iranieni (sciți). 
Este posibil ca Viy să fie similar cu nemuritorul vrăjitor Koșcei. Potrivit lui E. Dmitriev, trăsăturile zeului păgân Veles sau Volos au fost transferate imaginii lui Viy.
Cercetătorii au speculat că Viy are anumite asemănări cu personaje din mitologia celtică. Aceste parale au fost remarcate de etnograful N. F. Sumțov.  Conform tradiției mitologice irlandeze, conducătorul fomorilor, Balor, a fost poreclit „Ochi rău”, deoarece singurul său ochi ar putea ucide ca fulgerul. El ar putea învinge o întreagă armată cu privirea sa mortală.  În mitologia galeză, este cunoscut analogul lui Balor - acesta este uriașul Yspadadden Penkawr. Numele lui înseamnă „Domnul Giganților”, el avea pleoapele atât de uriașe și grele, încât a trebuit să le ridice cu suporturi metalice, astfel încât să poată vedea cel puțin ceva.
Potrivit lingvistului Veaceslav Ivanov, Viy este un personaj mitologic care nu este conectat cu zeul indo-iranian al vântului, Vāyu, dar aparține unei zone mai înguste, a mitologiei est-slavice - alano- celtică (demonologică) izoglosă, cu toate că într-o lucrare ulterioară, el a acceptat ipoteza etimologică a lui V. I. Abaev (de mai sus). Potrivit indianistului I. V. Vasilkov, răspândirea unui personaj mitologic care are trăsături comune în diferite culturi și tradiții, a apărut datorită apropierii geografice a popoarelor, care s-a petrecut probabil când triburile slave au înconjurat iranienii de la sud, în nord au fost învecinați cu balticii și în sud-vest cu celții.

## Imagine populară
În basmele rusești și din Belarus, pleoapele (genele, sprâncenele) lui Vii au fost ridicate cu furci de către slujitorii săi. În povestea populară rusă „Ivan Bikovici” se menționează modul în care soțul vrăjitoarei ridică sprâncenele și genele cu o furculiță de fier. Bărbatul pe care îl privea Viy nu-i mai putea suporta privirea și era pe moarte. Cu privirea lui, Viy nu numai că putea ucide un om, ci și putea distruge și arde un sat sau un oraș.   
Motivul privirii groaznice în tradiția ucraineană este asociat cu două personaje - Sf. Casian și răufăcătorul Buniak (hanul polovților). Într-una dintre credințele polovților, Sf. Casian își ridică genele la 29 februarie - și „la ce va privi, atunci totul va pieri”. Conducătorul hoardei, Buniak, distruge orașul prin puterea privirii sale. De asemenea, în Ucraina, vârtejurile și tornadele au fost asociate cu „vіm” (вієм) (adică cu „Viy”). Conform unei legende bieloruse, Casian stă într-o peșteră și nu vede „lumina lui Dumnezeu” din cauza genelor care îi ajung până la genunchi.
Pe baza legendei ucrainene a lui Vii, Nikolai Vasilievici Gogol a creat povestirea Vii. Gogol a afirmat că acest personaj al demonologiei ucrainene este marea creație a imaginației populare.
Cuvântul „Vii” nu a apărut  în dicționarele ucrainiene până la apariția povestirii omonime a lui Nikolai Gogol.
Potrivit Elenei Levkievskaia, în folclorul slav nu există un personaj cu toate trăsăturile inerente Vii-ului din povestirea lui Gogol (există însă personaje cu trăsături similare separate), prin urmare, imaginea lui Viy poate fi considerată a fi adunată de la diferite personaje mitologice de către Gogol.
În opera lui Gogol, Vii este ghemuit, nu ucide cu ochii, ci îndepărtează efectul amuletelor spiritelor rele atunci când le privește, el este un ghid și nu criminalul însuși. Personajul principal al povestirii, Homa (Хома), moare nu din pricina ochilor lui Vii, ci din cauza propriei sale frici.
Vii (Chron Monadovici) apare episodic și în cartea lui Arkadi și Boris Strugațki, Lunea începe sâmbăta (în rusă Понедельник начинается в субботу).

## Literatură
- Абаев В. И. Образ Вия в повести Н. В. Гоголя // Русский фольклор. Материалы и исследования. Том III  / Под ред. А. М. Астаховой и др.. — М., Л.: Издательство Академии наук СССР, 1958. — С. 303—307.
- Вий // Шапарова Н. С. Краткая энциклопедия славянской мифологии — М.: АСТ: Астрель: Русские словари — 2001. - 624 с. — С. 169
- Дмитриева, Е. Вий — кто он? // Наука и жизнь. — М., 2002. — № 8.
- Золотые правила народной культуры / О. В. Котович, И. И. Крук. — Мн.: Адукацыя i выхаванне, 2010. — 592 с. — 3000 экз. — ISBN 978-985-471-335-9.
- Иван Быкович // Народные русские сказки А. Н. Афанасьева: В 5 т. — М.: ТЕРРА — Книжный клуб, 2008. — Т. 1. — 320 с. — ISBN 978-985-471-335-9.
- Иванов В. В., Топоров В. Н. Вий // Мифологический словарь  / Гл. ред. Е. М. Мелетинский. — М.: Советская энциклопедия, 1991. — С. 350. — ISBN 5-85270-068-1.
- Иванов В. В., Топоров В. Н. Вий // Славянская мифология. Энциклопедический словарь. — М.: Эллис Лак, 1995. — С. 90. — ISBN 5-7195-0057-X.
- Левкиевская Е. Е. К вопросу об одной мистификации, или Гоголевский Вий при свете украинской мифологии // Studia mythologica Slavica. — Ljubljana: Piza, 1998. — Т. 1. — С. 307—315.
- Молдавский, Д. «Вий» и мифология XVIII века // Альманах библиофила. — М., 1990. — Вып. 27. — С. 152—154.
- Громов Д. В. Еще раз о фольклорных корнях гоголевского Вия // Образный мир традиционной культуры. Сборник статей. — М.: Государственный республиканский центр русского фольклора, 2010. — С. 175—180. — 352 с. — ISBN 5-86132-078-0.
- Г.М. Бонгард-Левин, Э.А. Грантовский. От Скифии до Индии. Древние арии: мифы и история М.: Мысль, 1983.